# Strobilanthes esquirolii
Strobilanthes esquirolii är en akantusväxtart som beskrevs av Hector Léveillé.
Strobilanthes esquirolii ingår i släktet Strobilanthes och familjen akantusväxter. Inga underarter finns listade i Catalogue of Life.